# Posola
Pòsola (già Posala) è una frazione del comune italiano di Sambuca Pistoiese, nella provincia di Pistoia, in Toscana.

## Geografia fisica
È situata a nord-est del capoluogo provinciale a una quota di 942 m s.l.m., si estende su un pianoro allungato in direzione nord-sud prossimo al crinale che separa la valle del Reno da quella della Limentra Occidentale. Il borgo è sovrastato a quota 1092 m d'altitudine dalla cima del Crocione, così denominata per la presenza su di esso di una grande croce metallica. I dintorni del paese sono caratterizzati da ampie selve di castagni, essenze miste di querce, faggi e conifere. È raggiungibile per strada carrozzabile comunale passante per la località Casale-Ca' del Chicco, che si immette sulla Porrettana all'altezza di Bellavalle. Esistono altre vie di comunicazione percorribili a piedi, come la "Strada della Faggeta" che collega il borgo con Frassignoni e il Passo della Porretta), e sentieristica in direzione Molino del Pallone

## Origini del nome
Secondo la tradizione, il suo nome trae origine come stazione di posta per viandanti e mercanti, dove venne "posata" una roccia a figura di termine per indicare la presenza di un luogo di sosta e ristoro. Qui si parlava il dialetto di Posola che consisteva in una transizione fra il parlato di Lagacci (tendente al bolognese montano alto) e quello di Sambuca Castello (simile al pistoiese).

## Storia
Il nucleo più antico del paese risulta essere la odierna borgata di Val di Maggia, vista la sua citazione nello statuto della Sambuca (redatto durante gli anni 1291-1340) come primo insediamento volto al ruolo di stazione di posta. Si giunse alla denominazione attuale nel 1587 come indica l'Estimo Comunale dell'epoca. Nei successivi decenni sopravvennero sviluppi notevoli, tali da portare ad un'espansione dell'abitato con l'odierna borgata di Casone riportata nei documenti ufficiali dell'amministrazione locale nel 1646. 
Oltre l'attività originaria per cui la fondazione umana era stata concepita, negli anni ci fu uno sviluppo nel contesto agricolo-pastorale culminato nella seconda metà del XIX secolo, con larga presenza di carbonai e metati per castagne.
Durante gli anni del secondo dopoguerra il paese subì un forte spopolamento, fino a diventare quasi esclusivamente ridente luogo di villeggiatura (situazione nella quale versa tutt'oggi).

## Monumenti e luoghi d'interesse

### Architetture religiose
- Chiesa dei Santi Filippo e Giacomo: in origine oratorio dipendente dalla pieve di San lacopo alla Sambuca ebbe funzioni parrocchiali proprie dal 1850 al 1961.[3]

### Architetture civili
Molti degli edifici presentano interessanti elementi architettonici e ornamentali , dalle pietre riportanti la remota epoca di costruzione alla fonte con lavatoi posta al centro del paese, oltre ad architravi e cornici che contornano le aperture murarie, con croci e vari simboli (maschere in pietra, mammelloni, dischi solari, disegni degli attrezzi murari) impressi dai vecchi mastri muratori.